# Calomela selmani
Calomela selmani es un coleóptero de la familia Chrysomelidae.
Fue descrita científicamente por primera vez en 2003 por Daccordi.